# هومپیلا
هُومْپیلا (به فنلاندی: Humppila) یک منطقهٔ مسکونی در فنلاند است که در تاواستیای اصلی واقع شده‌است.